# Sinkclose
Sinkclose — це уразливість безпеки в деяких AMD мікропроцесорах, починаючи з 2006 року, яка була оприлюднена дослідниками з IOActive 9 серпня 2024 року. Дослідники з IOActive Енріке Ніссім та Кшиштоф Окупскі представили свої результати на конференції з безпеки DEF CON у Лас-Вегасі в 2024 році у виступі під назвою "AMD Sinkclose: Універсальна ескалація привілеїв до кільця-2".
AMD заявила, що випустить виправлення для всіх постраждалих процесорів на базі архітектури Zen, зокрема Ryzen, Epyc і Threadripper, але спочатку пропустила настільні процесори Ryzen 3000. Згодом AMD повідомила, що виправлення буде доступне і для них. AMD заявила, що виправлення будуть випущені 20 серпня 2024 року.

## Механізм
Sinkclose впливає на Системний режим управління (SMM) процесорів AMD. Вона може бути експлуатована тільки після компрометації ядра операційної системи. Після цього можливе уникнення виявлення антивірусним програмним забезпеченням і навіть компрометація системи після перевстановлення операційної системи.

## Зовнішні посилання
- Оголошення IOActive
- Сторінка NIST про CVE-2023-31315